# Compost
Il compost, detto anche terricciato o composta, è il risultato della bio-ossidazione e dell'umificazione di un misto di materie organiche (come ad esempio residui di potatura, scarti di cucina, letame, liquame o i rifiuti del giardinaggio come foglie ed erba falciata) da parte di macro e microrganismi in condizioni particolari: presenza di ossigeno ed equilibrio tra gli elementi chimici della materia coinvolta nella trasformazione.
All'interno del cosiddetto ciclo dell'organico, il compostaggio, o biostabilizzazione, è un processo biologico aerobico e controllato dall'uomo che porta alla produzione di una miscela di sostanze umificate (il compost) a partire da residui biodegradabili vegetali sia verdi sia legnosi o anche animali mediante l'azione di batteri e funghi.
Una volta prodotto, può essere utilizzato come ammendante, destinato poi per usi agronomici o per florovivaismo. Il suo utilizzo, con l'apporto di sostanza organica migliora la struttura del suolo e la disponibilità di elementi nutritivi (composti del fosforo e dell'azoto). Come attivatore biologico aumenta inoltre la biodiversità della microflora.

## Descrizione

### Realizzazione del compostaggio
Per avere un buon compost, bisogna ricordarsi che sono gli organismi decompositori del suolo a produrlo.
Essi, per vivere, hanno bisogno di tre requisiti:
- nutrienti equilibrati composti da un misto di materie carboniose e di materie azotate;
- umidità che provenga dalle materie azotate ed eventualmente dall'acqua piovana o apportata manualmente;
- aria che si infiltri attraverso la porosità prodotta dalla presenza delle sostanze carboniose strutturanti.

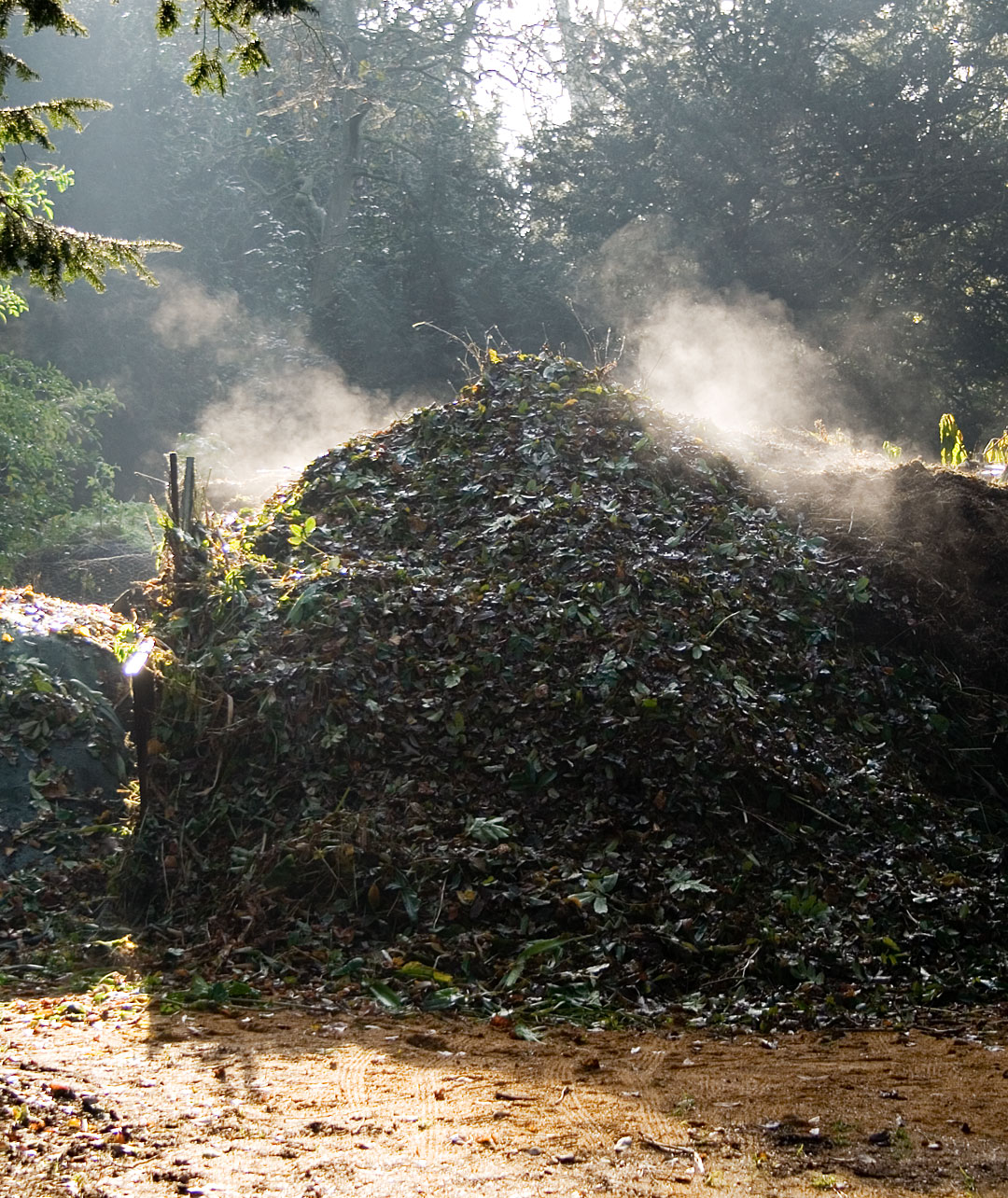
Cumulo all'inizio del processo di compostaggio

I residui organici compostabili sono:
- rifiuti azotati: scarti vegetali, di giardino (tagli di siepi, erba del prato...), foglie verdi, rifiuti domestici (frazione umida), limitando i residui di origine animale e mischiandoli bene a quelli di origine vegetale. È così possibile diminuire del 30-40% la quantità di spazzatura; inoltre molti comuni italiani prevedono una riduzione della tassa sui rifiuti per coloro che dimostrano di praticare il compostaggio;
- rifiuti carboniosi: rami derivanti dalla potatura (meglio se sminuzzati con un biotrituratore, altrimenti risulteranno poco aggredibili da parte dei microrganismi), foglie secche, paglia (si terranno da parte accuratamente questi materiali e li si mischierà man mano ai rifiuti azotati che si produrranno di giorno in giorno);
- fondi di caffè, filtri di tè, gusci di uova, gusci di noci;
- lettiere biodegradabili di animali erbivori;
- carta, evitando quella stampata (anche se oggigiorno i giornali non contengono più sostanze tossiche) e, soprattutto, quella patinata;
- pezzi di cartone (fungono anche da rifugio ai lombrichi);
- pezzi di tessuti 100% naturali (lana, cotone), ecc.

Almeno due o tre volte all'anno, bisogna rivoltare il materiale per riattivare il processo di compostaggio.
È fondamentale mantenere il giusto grado d'umidità del materiale, altrimenti il processo sarà rallentato se è troppo secco o troppo umido; inoltre in quest'ultimo caso avverranno putrefazioni indesiderate (processo anaerobico). Per asciugare un cumulo troppo umido si rivolta il materiale, per inumidirlo si versa dell'acqua (con la canna da giardino o con un innaffiatoio). Il tempo di maturazione del compost è variabile a seconda delle condizioni climatiche e del tipo di prodotto che si vuole ottenere.
Un compost di qualità mediocre non può essere facilmente utilizzato, può provocare sgradevoli odori ed essere causa di sovraccosti importanti. È dunque indispensabile che il processo di compostaggio sia bene rispettato e seguito.
Il compost possiede una massa volumica di circa 350–400 kg/m3.

### Fasi
Il processo di compostaggio avviene in due fasi: 
- una prima fase, detta attiva, caratterizzata da un'elevata attività dei microorganismi che, mediante idrolisi, degradano le frazioni organiche più facilmente degradabili. La durata di questa fase è di poche settimane;
- una seconda fase, detta di maturazione, dove la frazione più recalcitrante (ossia meno degradabile) viene concentrata e successivamente umidificata. La durata di questa fase è più lunga rispetto alla prima e ha una durata superiore ai 2-3 mesi.

### Il compost come fertilizzante
| Elemento       | Titolo    |
| -------------- | --------- |
| Azoto (N)      | 0,8 - 2,4 |
| Fosforo (P2O5) | 0,3 - 2,1 |
| Potassio (K2O) | 0,4 - 1,4 |
| Calcio (CaO)   | 5 - 15    |
| Magnesio (MgO) | 0,8 - 2,2 |

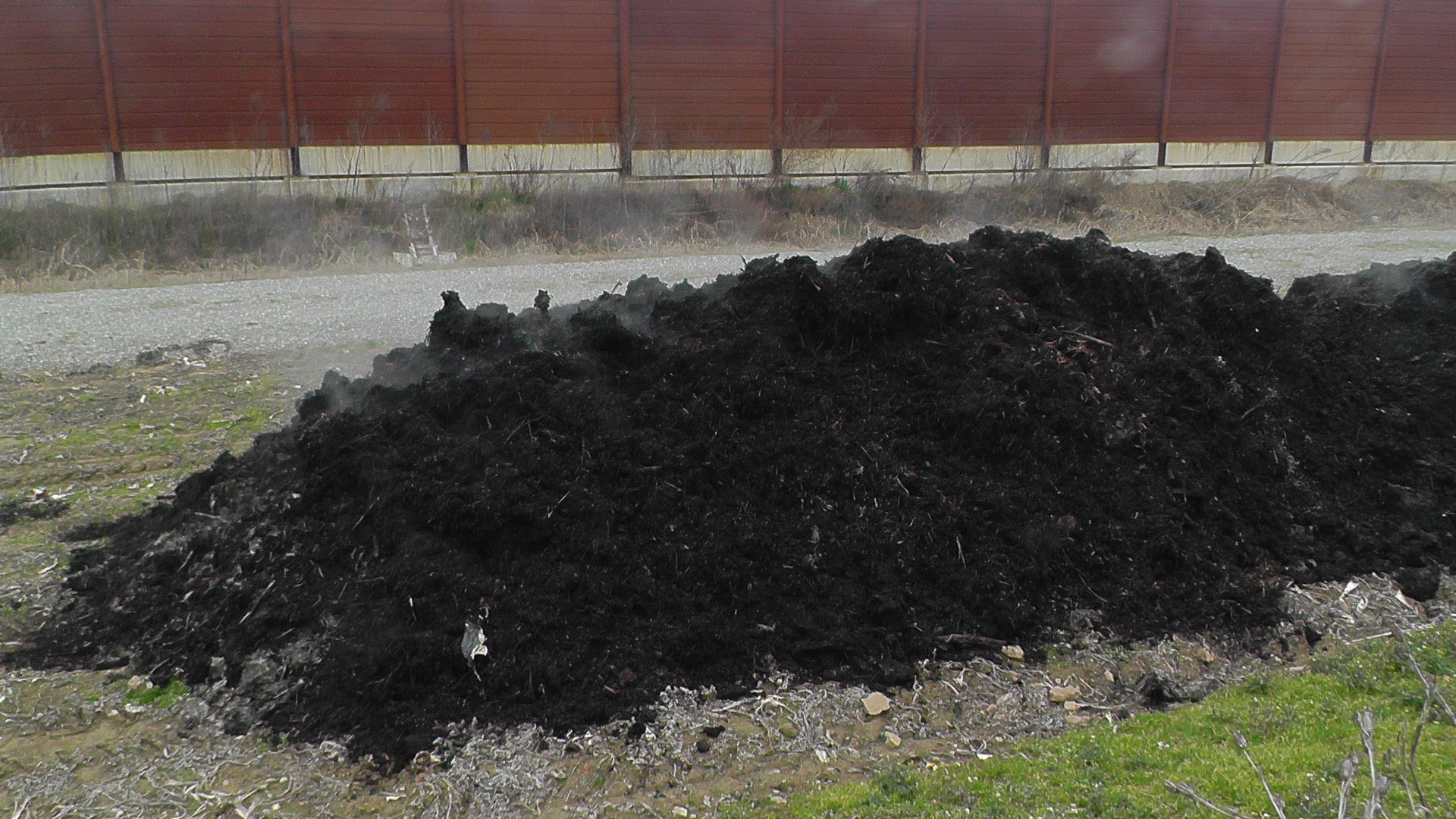
Compost usato in agricoltura come fertilizzante

L'utilizzo del compost come fertilizzante è alla base di alcune delle tecniche agronomiche definite "sostenibili", come per esempio la permacultura, l'agricoltura naturale, l'agricoltura biologica e l'agricoltura biodinamica.
Il trattamento del suolo con il compost è comunque diffuso trasversalmente in tutte le tecniche colturali poiché l'aggiunta di sostanza organica migliora le caratteristiche pedologiche del suolo stesso (vedi Ammendamento).

## Tipologie

### Compostaggio industriale

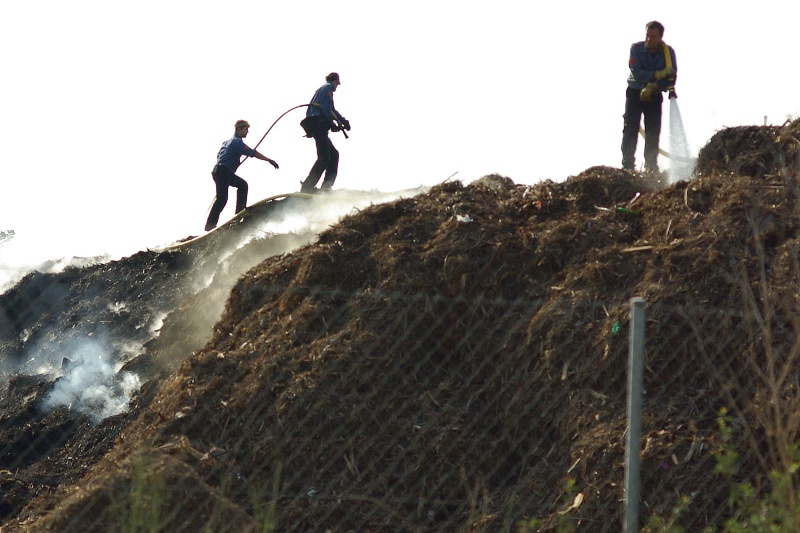
Un'ampia catasta di compost, che emette vapore con il calore generato da microrganismi termofili

Su base industriale il compostaggio viene utilizzato per la trasformazione in compost di scarti organici, come ad esempio la cosiddetta frazione umida dei rifiuti solidi urbani.
Il compostaggio industriale permette un controllo ottimale delle condizioni di processo (umidità, ossigenazione, temperatura, ecc.) e la presenza di eventuali inquinanti nella materia prima (ad esempio residui di metalli pesanti e inerti vari) o microrganismi patogeni per l'agricoltura viene eliminata rispettivamente tramite trattamenti di ulteriore separazione meccanica e trattamenti biologici.
Altre biomasse compostabili comunemente sfruttate sono rappresentate dai fanghi di depurazione e dagli scarti della cura e manutenzione delle aree verdi (compost verde).
Dati risalenti al 2004 attestano che il 39% del compost prodotto in Italia deriva dall'umido, il 34% dal verde, il 17% da fanghi e il restante 10% da altre biomasse.
Il compost di qualità ottenuto dalla raccolta differenziata dell'organico mediante processo industriale può venire quindi convenientemente sfruttato in agricoltura avvantaggiandosi in tal modo di un fertilizzante naturale ed evitando il ricorso a concimi chimici a pieno campo.
Anche il florovivaismo, dilettantesco e professionale, si avvale convenientemente di questo compost.
La commercializzazione dell'ammendante compostato è regolata dal Decreto Legislativo 29 aprile 2010, n. 75: "riordino e revisione della disciplina in materia di fertilizzanti". Il compost viene anche comunemente utilizzato per la copertura delle discariche di rifiuti e per bonifiche agrarie.
La digestione anaerobica permette anche di ottenere del biogas utilizzabile come combustibile, ma è alternativa al compostaggio.

### Compostaggio domestico

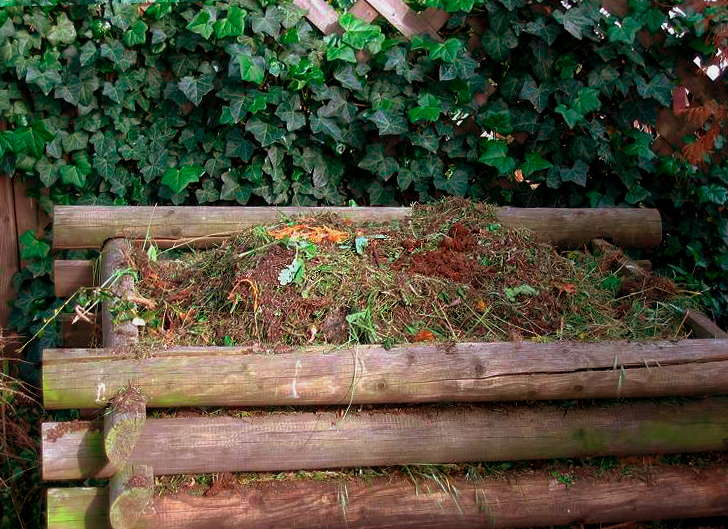
Compostiera in legno

Il compostaggio domestico è una procedura utilizzata per gestire in proprio la frazione organica presente nei rifiuti solidi urbani prodotti in ambiente domestico (di origine prevalentemente alimentare). 
Per praticarlo è sufficiente disporre di un lembo di giardino, preferibilmente soleggiato, in cui accumulare gli scarti alimentari della cucina e quelli dell'orto/giardino. In alcuni casi viene utilizzata la compostiera, un contenitore atto a favorire l'ossigenazione e a conservare il calore durante l'inverno. Esistono compostiere prodotte industrialmente, ma è anche possibile costruirle in casa con materiali di recupero.
È possibile effettuare il compostaggio anche senza un'apposita compostiera, in un cumulo o in una buca del terreno, ma i risultati saranno più lenti e di minore qualità. In pratica, per fare compostaggio con la buca, ne servono almeno due: una in uso, e l'altra a riposo, con una rotazione di 6 mesi ciascuna. Quando la prima è piena, la si mette a riposo, si svuota la seconda e la si fa diventare quella attiva. Una buca di 50 x 50 cm, profonda 40 cm, può bastare per 6 mesi al ritmo di un secchio da 10 litri alla settimana di scarti di cucina, più lo sfalcio di un piccolo prato.
Il processo di decomposizione è favorito dall'ossigenazione, quindi un periodico rivoltamento del materiale ne mantiene un sufficiente livello di porosità. Per vivere e riprodursi, i microorganismi hanno bisogno anche di una temperatura favorevole, per cui la compostiera, o la buca, devono essere chiuse e sufficientemente isolate dall'ambiente esterno. Il rivoltamento, la pioggia e il freddo abbattono la temperatura del materiale, e quindi rallentano il processo. In questo senso la buca funziona meglio del cumulo, in quanto è isolata su 5 lati (oltre ad avere un più discreto impatto visivo).
Quantunque sia possibile introdurre scarti di carne e pesce, in genere l'eccesso è sconsigliato dato che le proteine animali in decomposizione rilasciano un odore sgradevole e possono attirare ratti o altri animali indesiderati. Gli scarti di cucina possono essere raccolti nelle buste biodegradabili di mais (Mater-Bi).
Il materiale ottenuto in 3/4 mesi di compostaggio (più tempo in inverno, meno in estate) può essere usato come fertilizzante per l'orto o il giardino; infatti il terriccio reperibile in commercio è prodotto con un compostaggio industriale, con rivoltamento meccanico, ma i procedimenti e i risultati sono equivalenti.
La diffusione del compostaggio domestico permette di ridurre in modo significativo peso e volume dei rifiuti solidi urbani che devono essere trasportati e smaltiti. In numerosi comuni italiani il compostaggio viene pertanto incentivato attraverso uno sconto sulla tassa per lo smaltimento dei rifiuti solidi urbani riconosciuto ai cittadini che lo praticano; alcuni comuni forniscono anche la compostiera o ne rimborsano l'acquisto.
Nel caso si utilizzino compostiere in cui gli scarti non sono a contatto con la terra (ad esempio in terrazzi), bisogna controllare che il compost non sia troppo secco (altrimenti non si attiva il processo di compostaggio), né troppo bagnato (potrebbe emanare cattivi odori per effetto di reazioni di decomposizione anaerobica).

### Compostaggio di comunità
Il compostaggio di comunità si colloca, per dimensione, in una posizione intermedia tra il compostaggio industriale e quello domestico. Si effettua attraverso piccoli impianti utilizzati per accelerare il naturale processo di compostaggio dei rifiuti organici. Questi impianti vengono utilizzati per servire da poche decine ad alcune centinaia di utenze domestiche o la necessità di una mensa, di un albergo o altro produttore di scarti organici. L'interesse economico per il compostaggio di comunità può essere incrementato in paesi con particolari caratteristiche orografiche, come, nel territorio italiano, la presenza di tanti piccoli Comuni distanti dagli impianti di compostaggio.

### Lombricompostaggio (vermicompostaggio)
Per la produzione di compost per la concimazione in agricoltura e orticoltura, le specie più utilizzate sono l'Eisenia fetida e l'Eisenia andrei (i cosiddetti lombrichi rossi della California, anche noti come lombrichi tigre o del letame). Il processo naturale, che avviene con la trasformazione dei materiali di natura organica ad opera del lombrico, attiva un processo di biodegradazione con l'azione combinata di microrganismi, trasformando le proteine degli scarti organici in nutrienti per il suolo. Grazie a questo processo si ottiene l'humus di lombrico.